# سیریل بیون
سیریل بیون (انگلیسی: Cyril Beavon; ۲۷ سپتامبر ۱۹۳۷ – ۲۲ دسامبر ۲۰۱۷) بازیکن فوتبال اهل بریتانیا بود.
از باشگاه‌هایی که در آن بازی کرده‌است می‌توان به باشگاه فوتبال ولورهمپتون واندررز، باشگاه فوتبال آکسفورد یونایتد، و باشگاه فوتبال بنبری یونایتد اشاره کرد.